# Copidosoma thebe
Copidosoma thebe är en stekelart som först beskrevs av Walker 1838.  Copidosoma thebe ingår i släktet Copidosoma och familjen sköldlussteklar. Inga underarter finns listade i Catalogue of Life.